# Пализиев ясен
Пализиев ясен (Fraxinus pallisiae) е вид покритосеменно растение, принадлежащо към семейство Маслинови. Растението е включено в списъка на лечебните растения съгласно Закона за лечебните растения.
Неговият роден ареал е Югоизточна Европа до Молдова, Кавказ.